# Gadiaga
Gadiaga és una regió del Senegal a la vora del riu Senegal. És la mateixa regió que Galam, però el nom Gadiaga és més comú a la part oriental del Galam.
El Guoy i Kaméra formaven part del Galam o Gadiaga, i també la regió de Guidimakha.